# Tang Daizong
Tang Daizong (chinesisch 唐代宗; † 779) war in den Jahren 762 bis 779 Kaiser der chinesischen Tang-Dynastie.
Tang Daizong bestieg im Jahre 762 nach dem fast gleichzeitigen Tod der Kaiser Tang Xuanzong und Suzong den Thron. Vorausgegangen war die An-Shi-Rebellion, in der ein Großteil des Reiches verwüstet und wohl mehr als die Hälfte der Einwohner umgekommen waren. Besonders die Gebiete im Nordosten des Reiches und im Westen, Sichuan, aber auch andere Gebiete wurden von regionalen Militärkommandeuren- oder gouverneuren regiert, die de facto selbständig waren und ihren Machtbereich an ihre Söhne vererbten. Im Jahre 763 wurde die Hauptstadt Chang’an von den Tibetern geplündert.
Um wenigstens die Staatsfinanzen zu verbessern, manipulierte der erste Minister in den Jahren 764 bis 777, Yuan Zai, die Salzsteuer, woraufhin sich die finanzielle Lage des Staates verbesserte, aber längst nicht so gut war wie vor Beginn des Krieges. Die Wiederherstellung der kaiserlichen Autorität im gesamten Reichsgebiet erlaubten die Staatsfinanzen weiterhin nicht.
Unter Kaiser Daizong begann der erneute Aufstieg von Eunuchen in hohe Staatsämter. Daizong setzte zivile Eunuchen-Kommissare ein. Um selbst eine schlagkräftige militärische Truppe zur Hand zu haben, schuf Daizong außerdem die aus Eunuchen bestehende Götterkraft Armee, die den Kern der neuen Palasttruppe bildete.
Daizong starb im Jahre 779. Sein Sohn Li Shi bestieg als Kaiser Dezong den Thron.